# Gornja Lokvica
Gornja Lokvica este o localitate din comuna Metlika, Slovenia, cu o populație de 159 de locuitori.